# Меркулов, Тихон Михайлович
Тихон Михайлович Меркулов (1927—1993) — председатель колхоза «Родина» Нижнедевицкого района Воронежской области. Участник Советско-японской войны и Герой Социалистического Труда.

## Биография
Тихон Меркулов родился 23 августа 1927 года в селе Першино (по другим данным в селе Вязноватовка) Нижнедевицкого уезда Воронежской губернии в крестьянской семье. В 1941—1944 годах трудился в колхозником в сельхозартели «Серп и молот». В 1944 году призван в армию, принимал участие в Советско-японской войне. В 1951 году демобилизовался. В 1951—1957 годах работал инструктором Нижнедевицкого райкома партии. В 1957 году был назначен председателем колхоза «Родина» Нижнедевицкого района Воронежской области. В скором времени колхоз становится одним из лучших в районе. В 1965 году по итогам семилетнего плана был награждён орденом Трудового Красного Знамени, а в 1971 году по итогам восьмой пятилетки награждён орденом Ленина.
В 1970 году окончил Верхнеозерский сельскохозяйственный техникум в Таловском районе Воронежской области.
11 декабря 1973 года указом Президиума Верховного Совета СССР за большие успехи, достигнутые во Всесоюзном социалистическом соревновании, и проявленную трудовую доблесть в выполнении принятых обязательств по увеличению производства и продажи государству зерна и других продуктов земледелия в 1973 году Тихону Михайловичу Меркулову присвоено звание Героя Социалистического Труда с вручением ордена Ленина и золотой медали «Серп и Молот».
Тихон Меркулов проработал в колхозе «Родина» 25 лет. В 1983 году он был назначен директором Нижнедевицкого комбикормового завода Министерства заготовок РСФСР. В 1989 году вышел на пенсию и жил в селе Нижнедевицк Нижнедевицкого района Воронежской области. 1 марта 1993 году Тихон Меркулов скончался.
В 2005 году именем Меркулова названа улица в селе Першино Нижнедевицкого района и установлена памятная табличка.

## Награды
- Орден Трудового Красного знамени, 31 декабря 1965 года
- Орден Ленина, 8 апреля 1971 года
- Орден Ленина, 11 декабря 1973 года
- Медаль «Серп и Молот», 11 декабря 1973 года